# Tetranitrometano
El tetranitrometano o TNM es una sustancia orgánica, oxidante, de fórmula química C(NO2)4. Su estructura química consta de cuatro grupos nitro unidos a un átomo de carbono. En 1857 se sintetizó por primera vez por la reacción de cianoacetamida de sodio con ácido nítrico.

## Usos
Se ha investigado para su uso como oxidante en cohetes bipropelente, sin embargo, su alta temperatura de solidificación lo hace inadecuado.[cita requerida] El tetranitrometano altamente puro no se puede hacer explotar, pero su sensibilidad se incrementa dramáticamente por contaminantes oxidables, tales como aditivos anticongelantes. Esto hizo que fuese utilizado como un propulsor. En el laboratorio se utiliza reactivo para la detección de dobles enlaces en los compuestos orgánicos y como un reactivo nitrante. También se ha encontrado uso como aditivo para el combustible diésel para aumentar el índice de cetano.

## Síntesis
El TNM es un líquido amarillo pálido que se pueden preparar en el laboratorio mediante la nitración de anhídrido acético con ácido nítrico anhidro (método de Chattaway). Este método se intentó a escala industrial en la década de 1950 por la Nitroform Products Company en Newark, Estados Unidos, pero la planta entera fue destruida por una explosión en 1953.
La primera producción a escala industrial se inició en Alemania durante la Segunda Guerra Mundial, en un esfuerzo para mejorar el índice de cetano del combustible diésel. Este proceso mejoraba el método original, que comenzó con ácido acético y ácido nítrico. Sin tener en cuenta su rendimiento o su costo, aproximadamente 10 toneladas de TNM se produjeron en pocas semanas. Sin embargo, este proceso de producción no se ha utilizado de nuevo industrialmente después del final de la guerra, debido a los altos costos asociados.
Para uso comercial se ha utilizado un método barato a partir del acetileno. En primer lugar, ácido nítrico que contiene nitrato de mercurio se reduce con acetileno, dando nitroform (trinitrometano) y una mezcla de dióxido de carbono y óxido de nitrógeno como gas de desecho. Los óxidos de nitrógeno son valiosos y normalmente se recuperan como ácido nítrico en una torre de absorción. El nitroform resultante se convierte en TNM mediante la adición de ácido nítrico y sulfúrico a más altas temperaturas. Con este método se puede alcanzar un rendimiento del 90% (basado en el ácido nítrico) antes de la purificación.

## Seguridad
Puro TNM es estable y no se pueden hacer para explotar, incluso con el uso de 10g de tetril como detonador. Sin embargo, la capacidad del TNM para detonar se ve grandemente aumentada por la presencia de impurezas, incluso en pequeñas cantidades. El TNM forma mezclas explosivas extremadamente potentes cuando los combustibles se añaden en proporciones estequiométricas. Muchas de estas mezclas muestran sensibilidad al impacto incluso mayor que la nitroglicerina.
El TNM reacciona con la humedad a un pH elevado para producir trinitrometano (nitroform) que reacciona fácilmente con los metales para formar sales altamente inestables y explosivas.
El tetranitrometano es altamente tóxico. La absorción de tan solo 2,5 mg / kg puede producir metahemoglobinemia, edema pulmonar y daño al hígado, riñón y sistema nervioso central. Es razonable suponer que es un carcinógeno humano.